# Antoine Adam
Antoine Adam (* 26. April 1899 in Lille; † 18. Mai 1980 in Meulan-en-Yvelines) war ein französischer Romanist und Literaturwissenschaftler.
Adam habilitierte sich in Lille mit den beiden Thèses Théophile de Viau et la libre pensée française en 1620 (Paris 1935, Genf 1965, 2000) und Le Vrai Verlaine. Essai psychanalytique (Paris 1936). Von 1935 bis 1950 war er Professor an der Universität Lille und von 1950 bis zu seiner Emeritierung an der Sorbonne.

## Werke
Adam ist vor allem bekannt durch seine fünfbändige Histoire de la littérature française au XVIIe siècle (Paris 1948–1956, Ausgabe in 3 Bänden 1997).
Weitere Schriften
- Le Secret de l'aventure vénitienne. La vérité sur Sand et Musset. Paris 1938
- (Hrsg.) Les [premières] satires de Boileau: I-IX. Lille 1941, Genf 1970
- Verlaine. L’homme et l’œuvre. Paris 1953
- (Hrsg.) Montesquieu: Lettres persanes. Genf/Lille 1954
- (Hrsg.) Tallemant des Réaux: Historiettes. 2 Bde., Paris : Gallimard, 1960–1961.
- (Hrsg.) Les Libertins au 17e siècle. Paris 1964, 1986
- Le Mouvement philosophique dans la première moitié du XVIIIe siècle. Paris 1967
- Du mysticisme à la révolte. Les jansénistes du XVIIe siècle. Paris 1968
- L'Age classique. I. 1624-1660. Paris 1968 (Littérature française, hrsg. von Claude Pichois, Bd. 6)
- Le Théâtre classique. Paris 1970, 1977 (Que sais-je ? 1414)
- Littérature française (mit Georges Lerminier und Édouard Morot-Sir), 2 Bde., Paris 1971
- (Hrsg.) François de Malherbe: Poésies. Paris 1982, ISBN 2-0703-2226-2